# Онисим Чудотворац
Онисим Чудотворац или  је хришћански светитељ и мученик.
Рођен је у селу Карина у Кесарији Палестинској, у време цара Диоклецијана. По предању његови родитељи су примили свето крштење од анђела, који им је објавио радосну вест да ће родити сина коме ће бити име Онисим. 
Као млад, Онисим је напустио своје родитеље и отишао у манастир близу града Ефеса, у коме је било око осам стотина монаха. Његови родитељи су моного туговали због његовог одласки и од много суза су ослепели. 
У време Диоклецијановог прогона хришћана братија манастира је напустила манастир и сакрила се, а преподобни Онисим, се склонио у кућу својих родитеља. Тамо га родитељи нису познали. Тамо је направио запис у коме је укратко описао свој живот, и оставио га је на прозору родитељске куће, по одласку. Прешавши у Магнезију, тамо је  основао манастир и тамо довео своје родитеље. Тамо им је молитвама исцелио очи и повратио им вид. Пошто је провео живот у богоугодним подвизима, преподобни Онисим је умро у миру.
Православна црква прославља светог Онисима 14.(27.) јула.